# Теорема Сарда
Теорема Сарда, відома також як лема Сарда або теорема Морса—Сарда, одна з теорем математичного аналізу, яка стверджує, що образ множини критичних точок гладкої функції f, що діє з одного евклідового простору чи многовиду на інший, має Лебегову міру 0 — тобто, є нуль-множиною. Це означає, що він — «малий», в деякому сенсі.

## Постановка
Точніше, нехай {\displaystyle f\colon \mathbb {R} ^{n}\rightarrow \mathbb {R} ^{m}} є Ck, k разів неперервно диференційовною, де k ≥ max{n−m+1, 1}. Нехай, далі, X  - множина критичних точок f, тобто, x в Rn, у яких матриця Якобі f має ранг < m.  Тоді f(X) має Лебегову міру 0 в Rm.
Отож, хоча X сама може бути великою, її образ мусить бути малим: f може мати багато критичних точок (у області Rn), але має мало критичних значень (у цільовому просторі Rm).

## Варіанти
Існує багато варіантів цього твердження, що відіграє важливу роль у теорії особливостей, як і в інших галузях науки, наприклад, теорії катастроф. Випадок m = 1 був розглянутий Ентоні Морсом (Anthony P. Morse) у 1939, а загальний випадок Артуром Сардом (Arthur Sard) у 1942.
Версія для нескінченновимірних банахових многовидів була доведена Стівеном Смейлом.
Твердження теореми є досить сильним, і доведення включає складні аналітичні міркування. У топології воно часто використовується — скажімо, у теоремі Брауера та деяких застосуваннях теорії Морса — щоб використати слабший наслідок “не стале гладке відображення має деяке регулярне значення”, і часом “...тому також і регулярну точку”.
У 1965 Сард узагальнив теорему наступним чином: якщо f : M → N є Ck для k ≥ max{n−m+1, 1} і якщо Ar ⊆ M це множина точок x ∈ M таких, що dfx має ранг не більший за r, то f(Ar) має розмірність Хаусдорфа щонайбільше r.